# Michèle Thoma
Michèle Thoma (geboren 5. September 1951 in Luxemburg (Stadt)) ist eine luxemburgische Schriftstellerin, die seit 1987 in Wien lebt. 
Im Jahre 1986 erhielt sie den ersten Preis beim Concours littéraire national, dem Nationalen Literaturwettbewerb in Luxemburg, für ihren Prosatext in deutscher Sprache Der Ernst des Lebens.

## Werke
- Der Ernst des Lebens. PHI (Éditions), Echternach 1989, ISBN 3-88865-059-3
- Die kleine Zeitzeugin. Satirische Glossen. ultimomondo (Éditions), Nospelt 2013, ISBN 978-2-919933-86-0
- Wie ich die georgische Mafia suchte und Charlie Chaplin, Buddha und Bambi fand. Geschichten aus Europa (die meistens in Wien spielen). ultimomondo (Éditions), Sandweiler 2009, ISBN 978-2-919933-57-0